# Christopher Hörl
Christopher Hörl (* 30. August 1989 in Zell am See) ist ein Skirennläufer aus Österreich, der für die Republik Moldau in den Disziplinen Abfahrt, Super G und Alpine Kombination an den Start geht.

## Biografie
Aufgewachsen ist Christopher Hörl in Saalfelden und stand im Alter von zwei Jahren zum ersten Mal auf Ski. Nach Absolvierung der Hauptschule in seiner Heimatstadt hätte er sich für eine skispezifische Schule entscheiden können, allerdings wollte er Skiprofi und Ingenieur werden und besuchte daher die HTL für Bautechnik in Saalfelden. Weil er somit nur mehr vor und nach der Schule trainieren konnte, trennte sich der Salzburger Skiverband von Hörl. Die Matura an der HTL erfolgte im Jahr 2009, seither zählt er zu den saisonalen Mitarbeitern in einem
Architektenbüro in Saalfelden. Im Jahr 2012 gewann er den Fitness-Wettbewerb „Man of Steel“.
Im Alter von 20 Jahren, am 3. Dezember 2009, bestritt Hörl beim FIS-Slalom in Obergurgl sein erstes internationales Rennen (Platz 49). Sein erster Einsatz im Europacup folgte am 26. Jänner 2012 in der Abfahrt von Altenmarkt-Zauchensee (Platz 88). In der Saison 2012/2013 startete Hörl in den Disziplinen Abfahrt und Super-G neunmal im Europacup und fuhr bei FIS-Rennen sechsmal unter die besten Zehn. Sein erster Sieg in einem FIS-Rennen gelang ihm beim Super-G von Otaki in Japan am 6. April 2013, die ersten CIT-Rennen gewann er am 27. Februar bzw. am 1. März 2014 in den Disziplinen Super-G und Abfahrt in der Innerkrems. Im Europacup belegt er in der Saison 2013/2014 in den beiden Abfahrten von Madonna di Campiglio am 21. bzw. 22. Dezember die Plätze zwei und fünf.
Einschneidend für den Speedspezialisten war die Saison 2014/2015. Sportlich stechen der zweite sowie dritte Platz im FIS-Super-G bzw. der FIS-Abfahrt am 28. bzw. 29. Jänner 2015 im Südtiroler Sarntal hervor, am 3. März 2015 stürzte Hörl jedoch bei den slowenischen Meisterschaften in Krvavec. Einer der ersten, der beim Verunfallten auf der Piste eintraf, war Hans Frick, gebürtiger Fieberbrunner und gleichzeitig Direktor des Skiverbandes von Moldau. Er brachte Hörl auf die Idee, die Nation zu wechseln, um künftig für Moldau an den Start zu gehen.
Durch den Nationenwechsel war Hörl laut FIS-Reglement zwei Jahre gesperrt und kehrte erst in der Saison 2017/2018 in den Skizirkus zurück.
Am 15. Dezember 2017 stand er in Gröden zum ersten Mal am Start einer Weltcup-Abfahrt und einen Tag später erreichte er ebendort im Super-G auch zum ersten Mal das Ziel als 68.
Die ersten Siege für Moldau fuhr Hörl im Jänner 2018 ein: Am 15. gewann er die FIS-Abfahrt im tschechischen Spindlermühle, am 16. und 18. holte er sich zwei Siege in der tschechischen Meisterschaft – erst in der Abfahrt, dann im Super-G. Dank seiner FIS-Punkte schaffte er auch die Qualifikation für die Olympischen Winterspiele 2018 in Pyeongchang, wo er in der Abfahrt 40. wurde.
Unter moldauischer Flagge verfolgt Hörl einen Dreijahresplan und möchte sich in der Weltcup-Saison 2018/2019 den Top 30 in Abfahrt und Super-G annähern.
Christopher Hörl lebt in Saalfelden. Parallel zu seiner Karriere als Skirennläufer absolvierte Hörl die Prüfung zum Salzburger Landesskilehrer im Jahr 2011, im darauffolgenden Jahr erwarb er die C-Lizenz als staatlicher Skitrainer.

## Erfolge

### Olympische Spiele
- Pyeongchang 2018: 40. Abfahrt

### Weitere Erfolge
- 1 Podestplatz im Europacup
- Sieg bei den tschechischen Meisterschaften in Abfahrt und Super-G 2018
- 5 Siege in FIS-Rennen
- 3 Siege in Citizen-Rennen
- Salzburger Landesmeister im Riesenslalom 2012